# فرج‌الله عارفی
فرج‌اللّه عارفی (زاده‌ی ۱۳۳۹ در عنبرآباد) از اعضای جبهه‌ی متّحد اصول‌گرایان انقلاب اسلامی، نماینده‌ی دورهٔ نهم مجلس شورای اسلامی و نایب رئیس اول کمیسیون اجتماعی مجلس شورای اسلامی از حوزه‌ی انتخابیه‌ی جیرفت و عنبرآباد در استان کرمان است.

فرج الله عارفی در انتخابات نهمین دوره مجلس شورای اسلامی با ۵۸۱۱۵ رای از مجمع ۱۵۶۴۸۳ رای ماخوذه توانست بر کرسی نمایندگی مجلس بنشیند.

از جمله سوابق وی دبیر کل ستاد احیای زکات کل کشور، معاونت دفتر مناطق محروم کمیته امداد امام خمینی  و مدیر کل موسسات عام‌المنفعه کمیته امداد امام خمینی کل کشور است. 